# Barczi Erzsébet
Barczi Erzsébet (Kisvárda, 1960. augusztus 8. – Szeged, 2012. december 19.), névváltozata: Barczi Zsóka, magyar pedagógus. Emlékére a Szegedi Tudományegyetem Eötvös Loránd Kollégium Kollégiumi Bizottsága 2013-ban létrehozta a Barczi Zsóka-emlékdíjat.

## Élete
Laskodon nevelkedett. A debreceni Kossuth Lajos Tudományegyetemen történelem-népművelés szakon végzett. 1991-től a 2012. december 19-én bekövetkezett haláláig a Szegedi Tudományegyetem Eötvös Loránd Kollégium tanára volt. 
Földi maradványait a szegedi Dugonics temetőben 2013. január 7-én helyezték örök nyugalomra.

## Barczi Zsóka-emlékdíj
Barczi Erzsébet „Zsóka” emlékére a Szegedi Tudományegyetem Eötvös Loránd Kollégium Kollégiumi Bizottsága 2013-ban létrehozta a Barczi Zsóka-emlékdíjat. A díjat azok a kollégiumi hallgatók kaphatják, akik a kiváló tanulmányi előmenetelük és esetleges kollégiumi tisztségeik mellett aktívan részt vállalnak a kollégiumi életben. A díj átadására első ízben 2013 júniusában került sor, és minden évben egy hallgatónak ítélik oda a díjat a kollégiumi hallgatók titkos szavazása és a Kollégiumi Bizottság döntése alapján. A díjazott elismerő oklevelet vehet át, és pénzjutalomban is részesül.